# Manuale delle indulgenze
Il Manuale delle indulgenze, o Enchiridion indulgentiarum (secondo il titolo originale latino), è un testo normativo ufficiale della Chiesa cattolica che definisce la dottrina e l'uso odierno delle indulgenze.

## Contenuto
Il Manuale comprende:
- i due decreti con cui la Penitenzieria apostolica promulga le norme contenute nel Manuale e una breve introduzione;
- una sezione chiamata "Norme sulle indulgenze", con 26 articoli che definiscono uso e condizioni delle indulgenze;
- 4 concessioni di carattere generale a cui sono annesse le indulgenze;
- una lista di altre 33 concessioni, cioè preghiere o opere buone a cui sono annesse le indulgenze. In realtà molte di queste concessioni comprendono al loro interno più di una preghiera o opera, quindi il numero di occasioni in cui è possibile ottenere l'indulgenza è decisamente maggiore;
- il testo italiano della costituzione apostolica Indulgentiarum doctrina di papa Paolo VI.

La sezione centrale e di maggiore importanza è quella che comprende le 33 concessioni: sono infatti queste le pagine che riordinano la disciplina cattolica delle indulgenze, eliminando tutte quelle, per quanto antiche fossero, che non vi fossero pubblicate, aggiungendone di nuove, stabilendo con precisione quali siano le condizioni per ottenere le varie indulgenze plenarie e parziali.
Le "Norme sulle indulgenze" e il documento Indulgentiarum doctrina sono essenziali per capire il senso e la reale portata delle indulgenze stesse, ma in questo non sono state introdotte novità di rilievo rispetto alla disciplina precedente (almeno a partire dal 1967, anno di pubblicazione della costituzione apostolica).

## Lista delle indulgenze plenarie

### Indulgenze plenarie ottenibili ogni giorno
- Adorazione eucaristica, per almeno mezz'ora
- Akathistos o Paraclisis
- Lettura o ascolto della Sacra Scrittura, per almeno mezz'ora
- Pio esercizio della Via Crucis
- Rosario mariano recitato con altre persone
- Visita in forma di pellegrinaggio alle basiliche papali di Roma
- Visita di una chiesa o oratorio cui è stata annessa l'indulgenza plenaria, con recita del Padre nostro e del Credo.[2]

### Indulgenze plenarie concesse in determinati giorni
- 1º gennaio
- Settimana per l'unità dei cristiani
- Tutti i venerdì di Quaresima
- Giovedì santo
- Venerdì santo
- Sabato santo
- Ottava di Pasqua domenica della Divina Misericordia
- Solennità di Pentecoste
- Solennità del Corpus Domini
- Solennità del Sacro Cuore di Gesù: per la recita dell'Atto di riparazione.[3]
- 29 giugno: Solennità dei santi apostoli Pietro e Paolo
- 1º - 2 agosto: Perdono d'Assisi
- 28 - 29 agosto: Perdonanza Celestiniana (L'Aquila)
- 1° - 8 novembre
- 2 novembre: Commemorazione di tutti i fedeli defunti
- Solennità di Cristo Re
- 31 dicembre

### Indulgenze plenarie concesse per circostanze particolari
- Benedizione papale
- Celebrazioni giubilari delle ordinazioni
- Congresso eucaristico
- Esercizi spirituali
- Giornata universalmente dedicata a celebrare qualche fine religioso
- Giorno anniversario del proprio battesimo
- Giorno della consacrazione della famiglia
- Giorno della dedicazione della chiesa o dell'altare
- Giorno fissato per una chiesa stazionale
- In punto di morte
- Nella celebrazione liturgica del fondatore di Istituti di vita consacrata e di Società di vita apostolica
- Nella solennità del titolare di una basilica minore, di una chiesa cattedrale, di un santuario, di una chiesa parrocchiale
- Pellegrinaggio
- Prima Comunione
- Prima Messa
- Processione eucaristica
- Sacre missioni
- Sinodo diocesano.
- Una volta l'anno, in un giorno scelto liberamente dal fedele
- Via Crucis
- Visita pastorale

## Lista delle indulgenze parziali
L'Enchiridion Indulgentiarum del 2004 (ristampa della 4ª edizione del 1999), al capitolo Normae et concessiones, prevede, fra l'altro, l'indulgenza parziale per le seguenti preghiere, inni o cantici:  Ave Maria, Salve Regina, Regina Caeli, Preghiera a san Giuseppe, Memorare, O sacrum convivium,  Angelo di Dio, Sub tuum praesidium, Adoro te devote, Te Deum, Veni Creator Spiritus, Veni Sancte Spiritus, la recita di una preghiera desunta dal messale o comunque approvata da un'autorità episcopale in onore del santo del giorno.